# 安德烈亚斯·阿尔布雷克特
安德烈亚斯·J·阿尔布雷克特（英語：Andreas J. Albrecht，1957年—），美国理论物理学家和宇宙学家，加利福尼亚大学戴维斯分校教授和物理系主席。他是暴胀宇宙学的创始人之一

## 延伸阅读
- James Glanz. . New York Times. Feb 15, 2000  [2018-07-18]. （原始内容存档于2020-08-07）.